# Scott Mitchell
William Scott Mitchell (Salt Lake City, 2 gennaio 1968) è un ex giocatore di football americano statunitense che ha giocato nel ruolo di quarterback nella National Football League (NFL). Fu scelto nel corso del quarto giro (93º assoluto) del Draft NFL 1990 dai Miami Dolphins. Al college ha giocato a football all’Università dello Utah.

## Carriera professionistica
Mitchell fu scelto dai Miami Dolphins nel quarto giro del Draft 1990. Dopo essere stato per tre anni la riserva di Dan Marino, Mitchell divenne il titolare nel 1993 quando Marino si infortunò. Nel 1994 firmò come free agent per i Detroit Lions.
Mitchell guidò l'attacco di Detroit che includeva il running back Barry Sanders e i ricevitori Herman Moore e Brett Perriman. Nella sua prima stagione nel Michigan però fatico. In una sconfitta contro i Green Bay Packers si infortunò e fu sostituito da Dave Krieg, che guidò la squadra ai playoff del 1994. L'offensive tackle Lomas Brown, nel programma di ESPN "First Take" in seguito ammise di avere appositamente mancato un blocco per far infortunare Mitchell in quanto scontento delle sue prestazioni. Mitchell riguadagnò il posto da titolare l'anno successivo.
Nel 1995, Scott stabilì i nuovi primati di franchigia dei Lions per passaggi da touchdown (32) e yard passate (4.338), entrambi in seguito superati da Matthew Stafford. Mitchell guidò i Lions ai playoff nel 1995 e 1997, rimanendovi fino alla stagione 1998, quando perse il ruolo da titolare in favore del rookie Charlie Batch. Le ultime stagioni della carriera le disputò con i Baltimore Ravens e i Cincinnati Bengals.

## Vittorie e premi
Nessuno

## Statistiche
| Yard passate  | 15.692 |
| Touchdown     | 95     |
| Intercetti    | 81     |
| Passer rating | 75,3   |